# Fluorescentni zaslon
Fluorescentni zaslon katodne cijevi je prozirna površina premazana fluorescentnim tvarima koje svijetle i stvaraju slike ovisno o tome koliko ih je elektrona pogodilo, a broj elektrona koji pada na pojedino mjesto na zaslonu u svakom trenutku ovisi o električnom naponu na upravljačkoj rešetki. Primjenjivao se u osciloskopima, radarima, televizijskim prijamnicima i elektroničkim računalima.

## Luminescentni zasloni
Kemijski spojevi koji se nanašaju na zaslone katodnih cijevi u radarima i osciloskopima jesu standardizirani i označeni slovom P. Takav je spoj Zn2SiO4∙Mn (oznaka P1) koji daje na zastoru zelenu emisiju. Često se upotrebljava i spoj ZnS∙Ag sa (Zn, Cd)S∙Cu (oznaka P7) kojim se postiže brzo gašenje modre emisije pogodne za fotografsko snimanje i polagano gašenje zelene emisije pogodne za vizualno promatranje. Osobito je vizualno promatranje prikladno pri sporom gibanju zrake, kao na radaru i osciloskopu. Za crno-bijele TV kineskope upotrebljavaju se modro i žuto emitirajući spojevi, kojih kombinacija daje emisiju u bijelom. Kombiniraju se ZnS∙Ag i ZnS∙CdS∙Ag. Za kolor kineskope upotrebljavaju se tri spoja, za modro, crveno i zeleno emitiranje. Primjer kombinacije jest:
ZnS∙Ag + 7 ZnS∙3 CdS∙Ag + 3 ZnS∙7 CdS∙Ag
U elektrooptičkim cijevima za dobivanje slike također se upotrebljavaju luminescentni zasloni. Ako uređaj pretvara infracrvenu sliku u vidljivu, cijev se naziva pretvaračem slike. Pretvarači slike upotrebljavaju se za noćno gledanje. Primjenjuju se također u mikroskopiji predmeta koji bi se mogli oštetiti vidljivim zračenjem. Ako se želi pojačati svjetlina slike bez promjene spektralnog područja, upotrebljavaju se pojačala slike. Ona se mnogo upotrebljavaju u astronomiji. 
Fosforescirajući spojevi primjenjuju se u elektroluminescentnim pločama koje mogu poslužiti kao široki svjetlosni izvori srednje jakosti. Spoj, obično cinkov sulfid ili selenid, raspršen je u prozirnom (transparentnom) mediju i položen između dviju vodljivih elektroda od kojih je barem jedna prozirna. Ako između elektroda postoji električni napon, fosforescentni spoj daje jednoliku luminescentnu površinu. Ploče se upotrebljavaju kao zaslon za prikazivanje alfanumeričkih informacija na električnim računalima. U pločama sastavljenim od guste mreže elektroda (na razmaku manjem od 1 mm) pobuđuje se izboj u plazmi. Elektroni pobuđuju luminescenciju fluorescentne tvari na anodi. Te se ploče mogu upotrijebiti kao kineskop za televizore u boji. Tada na anodi mogu biti tvari: YVO∙Eu, Zn2SO4∙Mn i YVO4∙Pb za dobivanje crvene, zelene i modre boje. 
Fosforescentni zasloni kao pojačala upotrebljavaju se u rendgenografiji, tako da se film obično ulaže između dva zaslona (takozvane folije).